# Zumberge-Küste
Koordinaten: 76° S, 66° W
Die Zumberge-Küste ist ein Küstenabschnitt des westantarktischen Ellsworthland westlich des Filchner-Ronne-Schelfeises. Er reicht vom Kap Zumberge bis zum Hercules Inlet. Nach Norden schließt sich die Orville-Küste an, nach Südosten die Küste des Queen Elizabeth Land.
Der United States Geological Survey kartierte diese Küste anhand von Luftaufnahmen der United States Navy aus den Jahren von 1961 bis 1966 sowie mittels Landsat-Aufnahmen von 1973 bis 1974. Das Advisory Committee on Antarctic Names benannte sie 1986 nach dem US-amerikanischen Glaziologen James Herbert Zumberge (1923–1992), der zwischen 1957 und 1964 mehrere Feldforschungskampagnen auf dem Ross-Schelfeis geleitet hatte und neben weiteren Funktionen von 1982 bis 1986 Präsident des Scientific Committee on Antarctic Research (SCAR) war.